# Алжиро-индонезийские отношения
Алжиро-индонезийские отношения — двусторонние дипломатические отношения между Алжиром и Индонезией. Имеется общая религиозная и антиимпериалистическая солидарность, поскольку Индонезия и Алжир являются странами с мусульманским большинством, которые раньше являлись колониями. 
Государства являются членами Организации Объединённых Наций, Всемирной торговой организации (ВТО), «Группы 77», Движения неприсоединения и Организации исламского сотрудничества (ОИС), а также странами-партнëрами БРИКС.

## История
Индонезия активно поддерживала Алжир в его войне за независимость, создав Комитет поддержки борьбы за независимость стран Северной Африки под председательством премьер-министра Мохаммада Натсира в 1951 году. В 1955 году Индонезия организовала Бандунгскую конференцию в Бандунге, на которой призвала к независимости азиатских и африканских стран от европейского колониализма. Хотя в то время Алжир всё ещё был французской колонией, Индонезия пригласила алжирскую делегацию принять участие в конференции в Бандунге. Алжир провозгласил независимость от Франции 5 июля 1962 года. Индонезия стала одной из первых стран, признавших независимость Алжира, и её посольство было одним из первых, открытых в Алжире в 1963 году.
В 2012 году государства договорились о расширении сотрудничества и укреплении отношений. 

## Торговля
Алжир является четвёртым по величине торговым партнёром Индонезии в Африке после ЮАР, Нигерии и Египта. В 2011 году объём товарооборота между государствами достиг суммы 489,05 млн долларов США, что составило 5,06 % от общего объёма торговли Индонезии с Африкой. Основными статьями экспорта Индонезии в Алжир являются пальмовое масло, кофе, сахар, текстильное волокно, сушеная рыба и древесина. Экспорт Алжира в Индонезию: нефть.

## Дипломатические представительства
- Алжир содержит посольство в Джакарте[5].
- Индонезия имеет посольство в Алжире[6].